# راینهارد ایبن
راینهارد ایبن (انگلیسی: Reinhard Eiben؛ زادهٔ ۴ دسامبر ۱۹۵۱) قایقران کانو اهل آلمان بود.
وی در مسابقات کشوری و بین‌المللی در مجموع برندهٔ ۳ مدال طلا، ۲ مدال نقره شده‌است.